# Улгий (аэропорт)
Аэропорт Улгий — международный аэропорт Монголии. Расположен в 5 километрах от центра Улгий. Это один из трех аэропортов страны, из которого осуществляются международные перелёты (остальные — аэропорт города Ховд, откуда китайская авиакомпания «Air China» осуществляет рейсы в Урумчи и Улан-Баторский аэропорт).

## Основная информация
Аэропорт Улгий связывает аймак с Улан-Батором.
Код IATA: ULG, код ICAO: ZMUL. Имеется одна асфальтобетонная взлетно-посадочная полоса, 3000 x 50 метров. Расположен на высоте 1730 метров над уровнем моря. Работает круглосуточно.
Здание аэропорта имеет три этажа. Зал ожидания расположен на первом этаже. В 2011 году была проведена модернизация аэропорта, в ходе которой была забетонирована ВПП.

## Авиакомпании
Перевозки осуществляются следующими авиакомпаниями: